# سپاه امام رضا خراسان رضوی

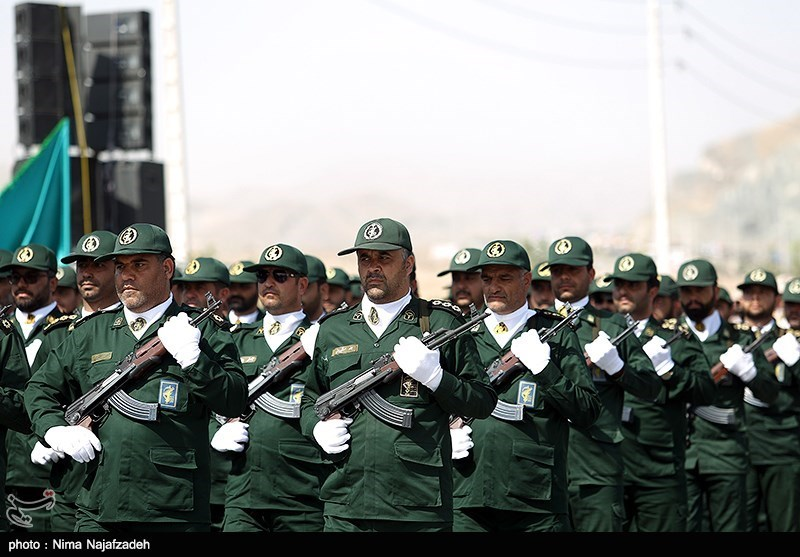
رژه نیروهای سپاه امام رضا خراسان رضوی به‌مناسبت سالگرد جنگ ایران و عراق در سال ۱۳۹۸، مشهد

سپاه امام رضا خراسان رضوی یگان نظامی-امنیتی و از سپاه‌های استانی زیرمجموعه سپاه پاسداران انقلاب اسلامی است، که ستاد فرماندهی آن در شهر مشهد مستقر می‌باشد و وظیفه فرماندهی و کنترل کلیه یگان‌های سپاه و بسیج مستقر در استان خراسان رضوی را برعهده دارد.
پیشینه شکل‌گیری این یگان به دی‌ماه ۱۳۶۰ بازمی‌گردد، که سپاه پاسداران انقلاب اسلامی در خلال جنگ ایران و عراق اقدام به تأسیس تیپ ۲۱ امام رضا نمود. سپاه امام رضا خراسان رضوی در سال ۱۳۸۷ در پی اجرای طرح تغییرات ساختاری در سپاه پاسداران و تشکیل سپاه‌های استانی تأسیس شد.
مهم‌ترین یگان‌های زیرمجموعه این سپاه، لشکر ۵ نصر و تیپ ۲۱ زرهی امام رضا نیشابور (از نیروی زمینی سپاه)، گروه ۶۱ توپخانه محرم تربت حیدریه، تیپ ۴۷ مهندسی رزمی سلمان سبزوار، گروه ۱۲ پدافند بقیةالله مشهد، همچنین ۳۳ سپاه ناحیه‌ای (نواحی بسیج شهرستان‌های استان) همچون سپاه مشهد، سپاه سبزوار، سپاه نیشابور، سپاه تربت‌حیدریه و سپاه قوچان می‌باشند. در حال حاضر سرتیپ پاسدار هاشم غیاثی فرماندهی سپاه امام رضا خراسان رضوی را برعهده دارد.